# 헤베시주

헤베시 주의 위치

헤베시주(헝가리어: Heves megye)는 헝가리 북부에 위치한 주로 주도는 에게르이며 면적은 3,637km2, 인구는 328,000명, 인구 밀도는 90명/km2이다. 1개 도시주(에게르)와 7개 구(벨러파트펄버구, 에게르구, 퓌제셔보니구, 죈죄시구, 허트번구, 헤베시구, 페테르바샤러구), 10개 시, 110개 마을을 관할한다.
남서쪽으로는 페슈트 주, 남쪽과 남동쪽으로는 야스너지쿤솔노크 주, 동쪽과 북동쪽, 북쪽으로는 보르쇼드어버우이젬플렌 주, 북서쪽과 서쪽으로는 노그라드 주와 접한다.

주기
주 문장